# Andorinhão-velho
Andorinhão-do-iguaçu, taperuçu-velho, andorinhão-velho, ou andorinhão-velho-da-cascata (nome científico: Cypseloides senex) é uma espécie de ave apodiforme da família Apodidae que pode ser encontrada na Argentina, na Bolívia, no Brasil e no Paraguai. Vivem e se reproduzem próximos a cachoeiras e ocorre em bandos durante os meses chuvosos.

## Etimologia
O nome científico Cypseloides senex originou-se do latim com a junção das palavras kupselos (andorinha), oidës (semelhante, aquele que parece com;) e senex (velho, com cabelos brancos, ranzinza), ou seja, semelhante a uma andorinha velha.

## Descrição
O andorinhão-velho-da-cascata possui coloração geral marrom-acinzentada e penas orladas de branco na cabeça até próximo ao manto, sem dimorfismo sexual evidente. São aves de pequeno porte com comprimento total em torno de 18 centímetros e peso entre 56 a 110 gramas.

## Distribuição e habitat
Os países que o andorinhão-velho ocorre são: Argentina, Bolívia, Brasil e Paraguai. No Brasil essa espécie ocorre no Pará, Mato Grosso, Bahia, Minas Gerais, Rio de Janeiro, São Paulo, Santa Catarina, Pernambuco, Goiás e no Paraná. É vista com facilidade próxima às Cataratas do Iguaçu, na cidade de Foz do Iguaçu. O Cypseloides senex encontra-se na lista vermelha da Bahia, ou seja, é uma espécie da fauna ameaçada de extinção do estado da Bahia. No estado do Ceará já está reconhecida como espécie extinta, desde 2021.
Seu habitat preferido são paredões úmidos próximo de quedas d'água. As cachoeiras escolhidas para o descanso ou reprodução dessa espécie estão associadas a cerrados, campos rupestres, florestas amazônicas e matas atlânticas. O andorinhão-velho é tido como possivelmente migratório, porém, existem poucos registros sobre o assunto. A ave realiza deslocamentos diários em busca de alimentos.

## Reprodução
Cypseloides senex reproduz sempre próximo a cachoeiras e faz seus ninhos em formato circular utilizando matéria vegetal e lama e o fazem protegidos da água atrás ou lateralmente à cascata. A espécie é fiel ao local de reprodução fazendo seus ninhos sempre no mesmo lugar. Seu período reprodutivo é entre outubro e novembro e se reproduzem em grandes colônias.

## Conservação
A ave não é tida como globalmente ameaçada e ocorre também em áreas preservadas e em grande número. Localmente ou regionalmente alguns julgam a espécie como ameaçada, como os estados brasileiros de São Paulo e Bahia que incluem o Cypseloides senex em sua lista de espécies em perigo de extinção.